# Супесь
Су́песь — рыхлая горная порода или грунт, состоящая, главным образом, из песчаных частиц с добавлением около 3—10 % алевритовых и пелитовых. Визуально почти не отличается от суглинка. При этом супеси имеют меньшую (чем у суглинков) пластичность.

## Описание
Число пластичности для супеси составляет от 1 до 7. Супесь менее пластична, чем суглинок. Жгут, скатанный из суглинка, не рассыпается, в отличие от жгута из супеси. Более глинистые супеси называются тяжёлыми, менее глинистые — лёгкими. В зависимости от содержания песчаных зёрен соответствующих размерностей и пылеватых частиц различают грубопесчаные, мелкопесчаные и пылеватые супеси. В супесях присутствуют глинистые минералы (каолинит, монтмориллонит).
Минералогический состав супесей разнообразен. Песчаные и пылеватые супеси содержат кварц. Более глинистая супесь применяется в качестве сырья при производстве строительной керамики (кирпич, черепица).
Термин супесь обычно применяют к четвертичным породам континентального происхождения, а соответствующие им морские отложения относят к группе глинистых песков. Иногда слагают плывуны.
Термин супесь также применяется для обозначения гранулометрического состава почв в почвоведении. В классификации Н. А. Качинского к супесям относятся почвы с содержанием физической глины от 10 до 20 %. Однако имеются современные исследования, показывающие целесообразность разделения супесчаной почвы на лёгкую супесчаную (10—15 % физической глины) и тяжёлую супесчаную (15-20 %).
Усреднённое значение сопротивления грунта — 300 кПа.

## Этимология слова
Слово «супесь» — означает «близкое к песку, рядом с песком» и этимологически делится на две части следующим образом: «приставка» су-, родственный современным русским приставкам «с-» и «со-», а также корень «пес(ь)-(ок)». На современном русском языке данное слово могло бы звучать как *сопесок (как например сотоварищ, соратник, сотрудник)
Для сравнения можно привести в пример такие слова, как суглинок (почва, близкая к глине, но не глина), сумрак (состояние, близкое к темноте (мраку), почти мрак), сутолока (состояние, близкое к толкотне, тесноте (толоке), но ещё не теснота), судорога (состояние, близкое к дрожи, но ещё не сама дрожь[уточнить]).